# Morgenröte im Aufgang (Film)

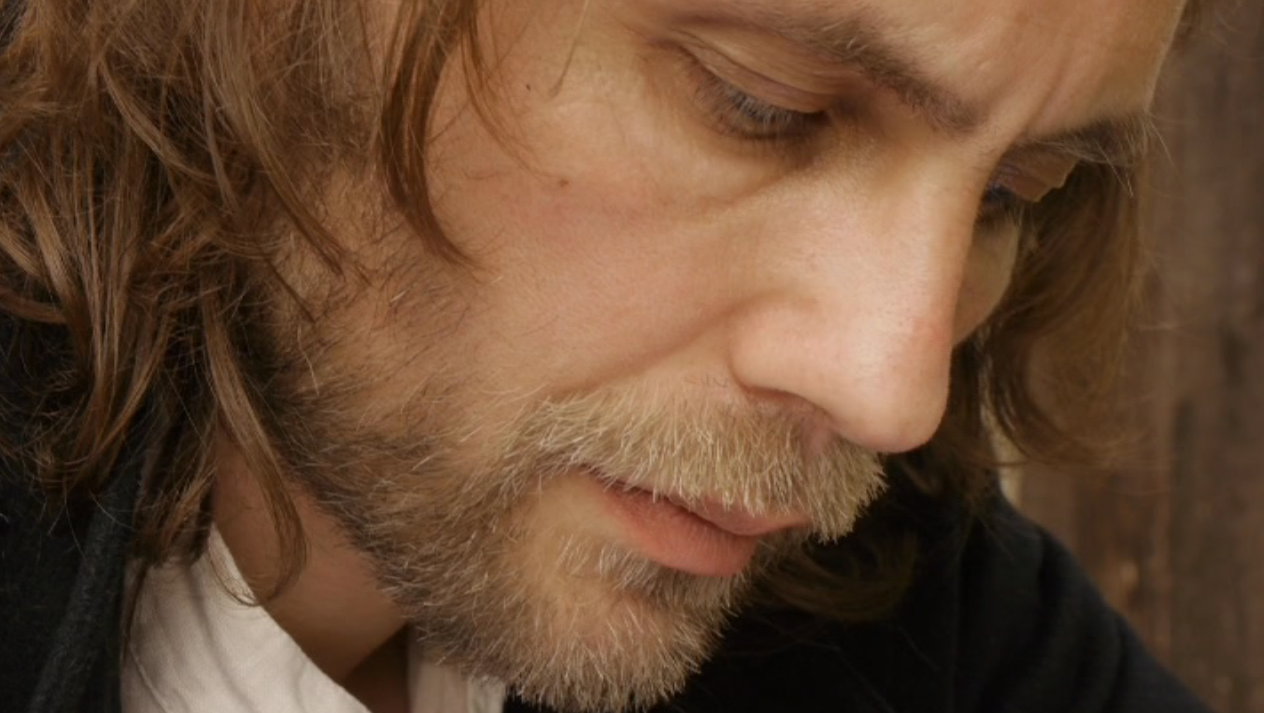
Tischporträt

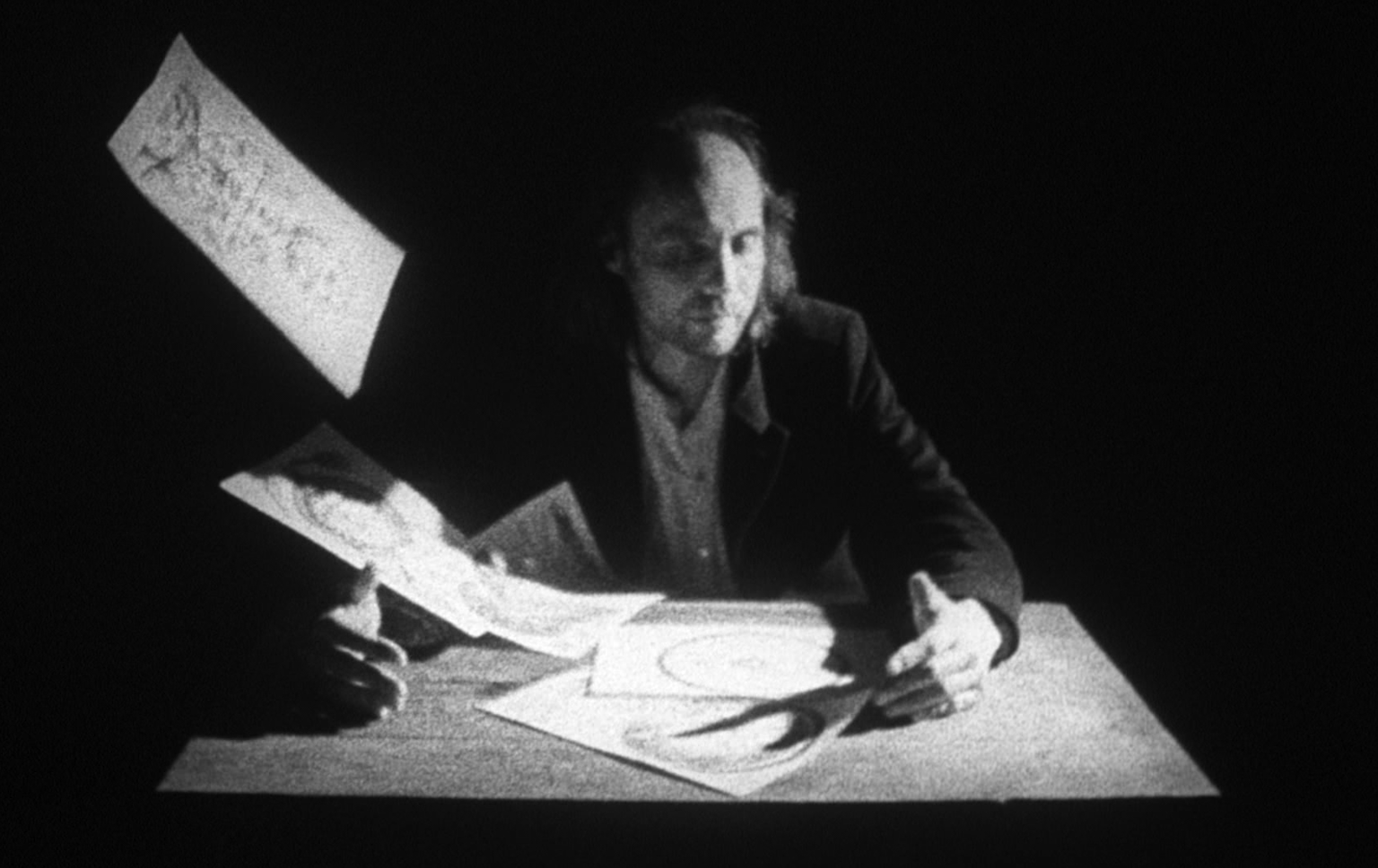
Mitternacht in Görlitz

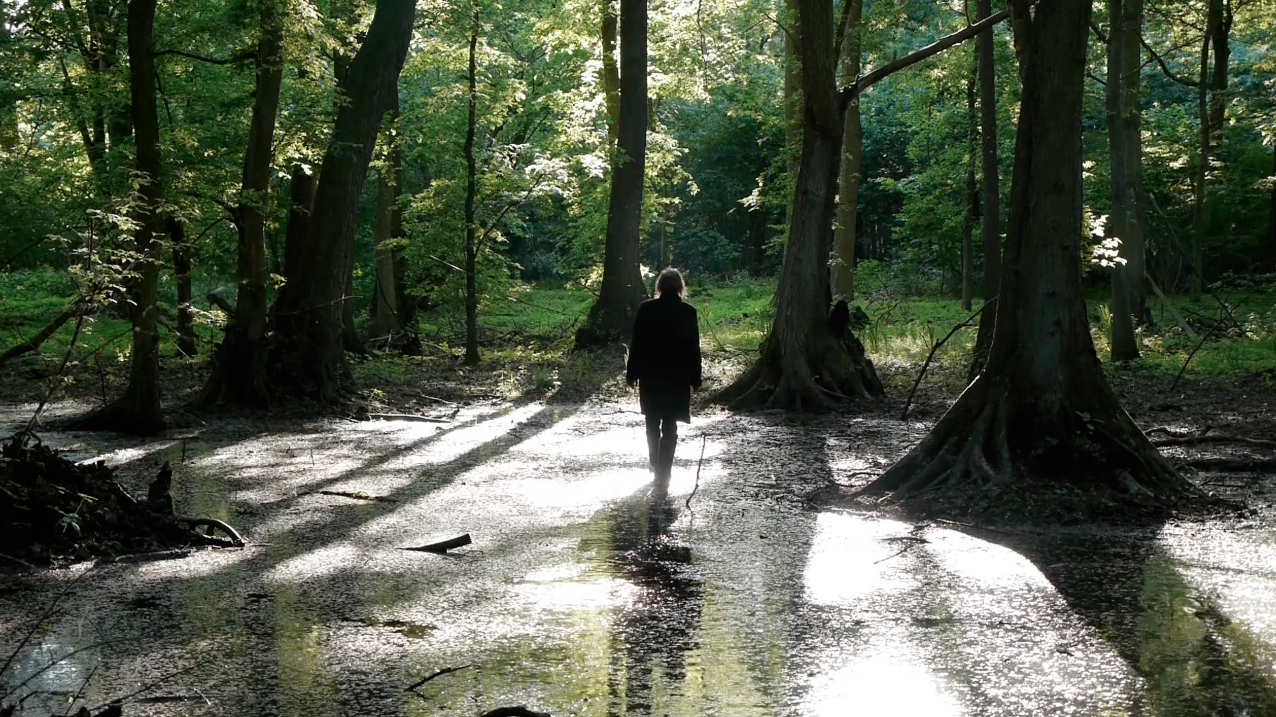
Im Eiswald

Morgenröte im Aufgang – Hommage à Jacob Böhme ist ein aus der Kooperation von vier unabhängigen Filmemachern entstandener Film über den deutschen Mystiker, Philosophen und Theosophen Jacob Böhme (1575–1624) aus dem Jahr 2015, in dem ausschließlich die 400 Jahre alten Originaltexte Jacob Böhmes verwendet werden.

## Inhalt
Der Film erzählt nichts von Jacob Böhmes dramatischer Biographie und enthält keine historischen Darstellungen oder Bezüge. Die Stadt Görlitz, in der Böhme als Handwerker lebte und als Autor zum Ketzer erklärt wurde, kommt nicht vor. Stattdessen sind alle Sequenzen in der freien Natur gedreht und zeigen einen exemplarischen Tagesablauf des Mystikers. Der Film beginnt in der Nacht, kurz vor Morgengrauen im Inneren eines Hauses und endet am frühen Abend des übernächsten Tages auf einem weiten, von Wald umsäumten Feld. Außer der durch die Bilder wandernden, mitunter an einem Tisch schreibenden Gestalt Jacob Böhmes, die unauffällig gekleidet ist und gleichzeitig als gegenwärtige und historische Person erscheint, gibt es keine weiteren Akteure und keine dramatische Handlung. Die Wanderung durch den Tag wird von einem aus dem Off gesprochenen Monolog begleitet, in dem Jacob Böhmes Visionen des kosmischen Menschen und seiner Aufgabe auf diesem Planeten in Böhmes ursprünglicher, eigenwilliger Sprache zum Ausdruck kommt.

## Filmproduktion
Der Böhme-Darsteller Klaus Weingarten sagt über seine Annäherung an die Gestalt des schreibenden Mannes: „‚Man soll niemanden spielen.‘ Ich begriff, dass ich weder als Schauspieler noch als Darsteller zum Ziel finden würde, sondern nur als ‚Modell‘ im Sinne Bressons: über meine pure ‚leere‘ Anwesenheit, über das ‚Sein‘.“
Bei dem von Max Hopp, der auch für die Video-Bildgestaltung verantwortlich war, aus dem Off rezitierten Text handelt es sich um Originalzitate aus dem Gesamtwerk Jacob Böhmes, die auf den Wortlaut der 1730 in Amsterdam veröffentlichten und bisher einzigen Gesamtausgabe zurückgehen, in denen der Philosophus Teutonicus seine mystischen Visionen, Durchbruchs- und Erleuchtungserfahrungen auf tausenden von Seiten festgehalten hat.
Der Film wurde ohne Unterstützung durch staatliche Filmförderung von den vier Filmemachern Max Hopp, Jan Korthäuer, Ronald Steckel und Klaus Weingarten entwickelt und im Jahr 2013/14 an 14 Drehtagen ohne zusätzliches Team mit minimalem technischen Aufwand in HD Video und auf 16-mm-Film gedreht. Für die Kamerafahrten wurden Steadicam, Rollstuhl und eine Hubarbeitsbühne genutzt. Die ebenfalls nur von den vier Regisseuren realisierte Postproduktion fand 2014 im nootheater in Berlin statt. Insgesamt arbeiteten die Filmemacher vier Jahre an „Morgenröte im Aufgang – hommage à Jacob Böhme“.

## Rezeption
Die Uraufführung fand am 15. Mai 2015 im Gerhart-Hauptmann-Theater Görlitz-Zittau in Görlitz statt. Seitdem wandert der Film durch zahlreiche Programmkinos der Republik. 2017 war Morgenröte im Aufgang ein Element der Ausstellung „Alles in Allem. Die Gedankenwelt des mystischen Philosophen Jacob Böhme“ der Staatlichen Kunstsammlungen Dresden im Residenzschloss Dresden. 2019 wurde der Film auf der Ausstellung „Light in Darkness – The Mystical Philosophy of Jacob Böhme“ in der Coventry Cathedral in Coventry England, gezeigt.

### Filmkritiken
Peter von Becker schreibt im Tagesspiegel: „Man sieht im Film, aus der Nachtschwärze auftauchend, den Schauspieler und Filmer Klaus Weingarten (dessen Gesicht tatsächlich an Abbildungen Böhmes erinnert): an einem Schreibtisch, der auch mal mitten im Wald an einem Gewässer steht, um das Mücken im Licht wie flimmernde Sterne tanzen; mal huscht auch ein Mäuschen durch einen hellen Keller (mit Schreibtisch), mal geht Weingarten als Nachfahre Böhmes über einen Wiesengrund und wird am Horizont zum schwarzen Punkt. Doch verloren geht er hier nie, weil Mann und Maus, Mensch und Natur gleichsam aufgehoben sind in den Zitaten aus Böhmes theosophischem Werk, ….“
André Sokolowski spricht im Freitag von seinem Eindruck „eines erstaunlich wunderschönen Films… man ertappt sich selbst bei urplötzlichem Gottvertrauen, man erhofft und man erwünscht den allgemeinen und (noch besser) den privaten Trost. So jedenfalls - ganz ohne Ironie - wünschte ich mir menschlichen Beistand, falls ich ihn dann jemals richtig bräuchte, so in dieser Weise: ja, das wäre ideal. Die hommage an Jacob Böhme ist ein Ereignis!“.
Peter Uehling schreibt in der Berliner Zeitung: „Der Film gleicht eher einer musikalischen Komposition, er besteht im durchdachten Zusammenspiel von Sprache, Bild, Ton und Stille, das den Zuschauer dennoch zu einem Erlebnis führt: Wenn er sich zu öffnen vermag, hat er am Ende eine mystische Erfahrung gemacht – oder zumindest eine Ahnung empfangen. Der Film mag in seiner Form experimentell sein, aber er hat für sein Thema eine ideale Umsetzung gefunden… in einer eigenen, vorbildlosen Form.“
Jens Heisterkamp schreibt in der Zeitschrift Info3 folgende Zeilen: „Eine Dokumentation darf man nicht erwarten, nicht um das Leben und jene Schwierigkeiten geht es, die Böhmes Sehertum für ihn mit sich brachte, sondern darum, den mystischen Inhalt in Szene zu setzen. Ein geradezu hymnischer Film ist das, der meditativ verfasst ist und meditativ gesehen (und gehört) werden will. Für die Anfangssequenz wurden herrliche Gedanken Böhmes zur Erschaffung Adams, des Ur-Menschen gewählt, sie sind ganz durchzogen von theosophischer, ja anthroposophischer Geistesart, weil sie das Menschentum auf eine höchste Höhe heben. Alle Texte Böhmes werden behutsam und wach gesprochen, und wer dafür empfänglich ist, wird schon nach wenigen Minuten vollkommen in den Bann des immer wiederkehrenden Dreiklangs von Gott, Natur und Mensch gezogen. […] Zwar ist das Zeitalter des Materialismus sicher noch nicht zu Ende, doch fühlt es sich wie ein Vorbote des vorausgesagten Epochenwandels an, das heute ein Film wie dieser möglich ist.“

### Auszeichnungen
In der Begründung für den „Deutschen Filmgeist Preis 2016“ heißt es: „Ihr vielleicht grösster Geist ist den Deutschen fast gänzlich unbekannt. Der Film Morgenröte im Aufgang bringt uns auf ‚erstaunlich-wunderschöne‘ Weise (der Freitag) die Magie jener ‚Wundererscheinung in der Geschichte der Menschheit‘ (Schelling), des schlesischen Schusters Jacob Böhme nahe. Kein Dokumentarfilm, kein Spielfilm, kein Essay, – eine eigen-artige filmische Verführung zur Erfahrung unserer zweiten Wirklichkeit. Der Film, der ohne jegliche Unterstützung durch staatliche Filmförderung in vierjähriger Arbeit der Filmemacher entstanden ist, mag dem Zuschauer einiges abverlangen und er mag auch nur einem kleinen Publikum zugänglich sein, aber er ist von solch zeitloser Wahrheit, dass er auch noch in 100 Jahren und mehr, wenn alles andere nicht einmal dem Namen nach noch bekannt ist, nichts von seiner Strahlkraft verloren haben wird.“